# Lorenzo Gioeni
Lorenzo Gioeni d'Aragona (Palermo, 15 giugno 1678 – Agrigento, ottobre 1754) è stato un vescovo cattolico italiano, 75º vescovo di Agrigento.

## Biografia
Nacque a Palermo il 15 giugno 1678. Fu ordinato sacerdote il 6 giugno 1706. L'11 dicembre 1730 fu designato vescovo di Agrigento e ordinato il 17 dicembre di quell'anno dal cardinale Pier Luigi Carafa. Morì nell'ottobre 1754 ad Agrigento.

## Genealogia episcopale
La genealogia episcopale è:
- Cardinale Guillaume d'Estouteville, O.S.B.Clun.
- Papa Sisto IV
- Papa Giulio II
- Cardinale Raffaele Sansone Riario
- Papa Leone X
- Papa Paolo III
- Cardinale Francesco Pisani
- Cardinale Alfonso Gesualdo di Conza
- Papa Clemente VIII
- Cardinale Pietro Aldobrandini
- Cardinale Laudivio Zacchia
- Cardinale Antonio Barberini, O.F.M.Cap.
- Cardinale Marcantonio Franciotti
- Cardinale Giambattista Spada
- Cardinale Carlo Pio di Savoia
- Cardinale Francesco Pignatelli, C.R.
- Cardinale Pier Luigi Carafa
- Vescovo Lorenzo Gioeni